# Jaroslav Lesiv
Jaroslav Vasyljovyč Lesiv (ukrajinsky Яросла́в Васи́льович Ле́сів, 3. ledna 1943, Lužki, Dolynský distrikt, Ivanofrankivský region - 10. října 1991, Bolechiv, Ivano-Frankivský region) byl ukrajinský básník, kněz, člen Ukrajinské Helsinské skupiny, aktivní účastník národně-vlasteneckého a náboženského hnutí.

## Život
Jaroslav Lesiv se narodil ve vesnici Lužkiv (ukrajinsky Лужків) v Dolynském rajónu v Ivanofrankovské oblasti na západní Ukrajině v dělnické rodině. Jaroslavův otec i bratr byli členy Ukrajinské povstalecké armády a Organizace ukrajinských nacionalistů a byli odsouzeni. Jaroslav Lesiv absolvoval Ivanofrankivský Institut tělesné výchovy a byl učitelem tělesné výchovy na střední škole v Kirovohradském regionu.
V roce 1965 vstoupil do Ukrajinské národní fronty (UNF), podzemní organizace usilující o nezávislost Ukrajiny na Sovětském svazu. Podílel se na šíření samizdatu (Tactics of the Ukrainian National Front, ilegální časopis "Volya i Batkivschina"). Jeho členství v této organizaci bylo odhaleno a dne 29. března 1965 byl zatčen. V roce 1967 byl spolu s dalšími členy UNF (Krasivskij, Kvecko, Dyak) postaven před soud a odsouzen za vlastizradu (článek 56 = 64 RSFSR) a za organizování podzemní organizace (článek 64 = 72 RSFSR) k šesti letům nápravně-pracovního tábora. Byl poslán do tábora 19 pro politické vězně v Mordovii (Dubrovlag), ale o tři roky později byl převezen do Vladimirské věznice, kde byl držen v kárném režimu. Tam se v prosinci 1970 zúčastnil spolu s dalšími politickými vězni hromadné hladovky.
Lesiv byl propuštěn v roce 1973 a pracoval pak jako tesař na pile v Bolechivu (Ivano-Frankivská oblast), kde byl pod stálým dohledem policie. Oženil se o rok později a z manželství s Orysií Lesiv se narodil jeho syn Taras.
Počátkem 3. října 1979 se Lesiv připojil k Ukrajinské Helsinské skupině. V listopadu 1979 byl předvolán do nemocnice na rentgenové snímkování a během vyšetření do podšívky jeho odloženého saka zašili agenti KGB dvě ampule s drogou. Krátce nato byl zatčen a oficiálně obviněn z držení drog, které mu byly podstrčeny policií. 6. února 1980 byl odsouzen ke dvěma letům odnětí svobody a poslán do nápravně-pracovní kolonie na Ukrajině v Sarny (oblast Rivne). Lesiv po 6 měsíců držel protestní hladovku a dožadoval se nového soudu. Během věznění byl znovu obviněn z kriminálních činů a do soudní síně byl dopraven na nosítkách.
15. listopadu 1981, v den plánovaného propuštění, byl Lesiv znovu odsouzen na dalších pět let odnětí svobody v trestaneckém lágru se zpřísněným režimem v Krasnodonu v Luhanské oblasti, kde pracoval jako dělník. Během věznění psal lyrickou poezii, která vyšla až posmrtně roku 1992. Po odpykání trestu se zapojil do aktivit za obnovení Ukrajinské řeckokatolické církve (UGCC). Od roku 1988 studoval v podzemním semináři biskupa Vasylyka a roku 1989 byl tajně vysvěcen na kněze. Jak vzpomíná Jevhen Sverstjuk, pro věřící představoval "Otec Jaroslav" nový typ liberálního, hluboce věřícího a obětavého kněze, kterého církev vysílala na obtížné mise. Jako státem neuznaný kněz odsloužil desítky bohoslužeb, mj. při pohřbení členů Ukrajinské Helsinské skupiny V. Stuse, O. Tychy a J. Lytvyna, kteří zahynuli v táborech Gulag, v Kyjevě. Za sloužení mše ve vesnici Zarvanicia, které s zúčastnilo kolem 15 000 věřících, byl krátce zatčen KGB a potrestán pokutou 50 rublů. Roku 1989 dvakrát cestoval do Moskvy, podruhé 2. srpna 1989 aby se zúčastnil protestní hladovky za legalizaci UGCC. 3. srpna se s protestujícími setkal Boris Jelcin.
KGB Lesiva sledovala a pokouušela se ho odstranit. Byl učiněn neúspěšný pokus vyhodit ho z jedoucího vlaku. Při automobilové honičce ho mezi sebou sevřela dvě auta. Zahynul ve věku 46 let 9. října 1991, když se vracel autem ze schůzky s Leonidem Kravčukem v Kyjevě, při automobilové nehodě, když jeho identitu krátce předtím kontrolovala dopravní policie. Okresní prokuratura případ velmi rychle uzavřela. Jeho syn Taras se vzhledem k předchozím pokusům připravit ho o život domnívá, že nešlo o pouhou nehodu, protože koncem existence Sovětského svazu se v režii KGB odehrála celá řada podobných vražd a pokusů o vraždu. Orysia Lesiv i Taras Lesiv marně usilovali o obnovu vyšetřování okolností smrti Jaroslava Lesiva.
8. listopadu 2006 mu prezident Ukrajiny Viktor Juščenko udělil posmrtně Řád za odvahu.

### Vlastní dílo
- Lesiv, Jaroslav: TT (Tyryemna tyshyna) [PS (Prison silence)], Poetry, 64 p (introduction by Opanas Zalyvakha), Pereval, Ivano-Frankivsk 1992